# Альфонс Анрі д'Отпуль
Альфонс Анрі д'Отпуль (фр. Alphonse Henri d'Hautpoul; 4 січня 1789, Версаль — 27 липня 1865, Париж) — французький воєначальник, політик, і державний діяч, який з 31 жовтня 1849 по 10 квітня 1851 перебував на посаді прем'єр-міністра Франції, очолюючи кабінет міністрів Другої республіки.

## Біографія
Альфонс Анрі д'Отпуль народився 4 січня 1789 року у Версалі. Закінчив особливу вищу військову школу Сен-Сір. Отримавши офіцерське звання, брав участь у різних військових кампаніях у Німеччині, Пруссії, Польщі, Іспанії та Португалії.
22 липня 1812 в битві поблизу Саламанки отримав поранення пістолетною кулею в стегно і штиком в руку, після чого був узятий в полон. Звільнений з полону в травні 1814, після повернення в стрій був підвищений до командира батальйону. Після повернення Наполеона з Ельби д'Отпуль служив ад'ютантом Людовика, герцога Ангулемського. У жовтні 1815 отримав звання полковника, а в 1823 він підвищений до бригадного генерала і призначений командиром 3-го піхотного полку королівської гвардії, з яким взяв участь в іспанській кампанії 1823 року.
У 1830 почалася політична кар'єра д'Отпуля, він був обраний депутатом французького парламенту.
26 квітня 1841 йому було присвоєно військове звання генерал-лейтенанта. У цьому чині він служив в Алжирі в 1841—1842 роках.
У 1848 за заслуги перед вітчизною Альфонс Анрі д'Отпуль отримав титул пера Франції. 10 жовтня наступного року у зв'язку з досягненням пенсійного віку його було звільнено від військової служби.
31 жовтня 1849 року д'Отпуль сформував та очолив кабінет міністрів, у якому взяв собі портфель міністра оборони. Він подав у відставку після зіткнень між прихильниками опозиції і Бонапарта та повернувся до Алжиру як генерал-губернатор.
У 1851 році він також був призначений членом Комітету із законодавства Сенату та загального референдуму.
Альфонс Анрі д'Отпуль помер 27 липня 1865 року в Парижі.